# Festival Internacional de Música "Pórtico de Zamora"
El Festival Internacional de Música "Pórtico de Zamora" es un congreso en formato de festival de música clásica antigua, que se celebra cada año en el mes de marzo desde 2003 en Zamora (España), dos semanas antes de la Semana Santa.  

## Historia
Desde su fundación en el año 2003 sus actividades se desarrollan en el escenario que ofrece la iglesia de San Cipriano, desarrollándose igualmente eventos musicales en otras iglesias de la provincia. El objetivo del festival es el de promover las relaciones humanas a través de la música. La gestión del festival corre a cargo de una Asociación Cultural sin ánimo de lucro. La programación musical se centra principalmente en la música antigua de carácter religioso (destacan autores como: Juan García de Salazar), y música clásica.  
Desde el año 2007 el festival es miembro de REMA (Réseau Européen de Musique Ancienne).